# Morelia
Morelia è una città, capoluogo dello Stato messicano di Michoacán nel Messico centrale. È situata a 1920 metri sopra il livello del mare, nel "Eje Neovolcánico Transversal", 250 km all'ovest dalla Città di Messico. L'agglomerato urbano che forma la metropoli conta 988 704 abitanti nel 2020, mentre la sola città ne conta 743 275. e il municipio 849 053. Morelia è la città con la maggiore popolazione e superficie dello Stato. Ha piccole industrie, ma è un importante centro turistico, di servizi e commerciale. Il centro della città è ricco di edifici di stile coloniale, motivo per cui è stato dichiarato Patrimonio dell'umanità dall'UNESCO nel 1991. In questa città si tenne l'inaugurazione del Mondiale di Calcio Sub-17 nel 2011.
È sede arcivescovile. Ogni anno ospita un importante festival del cinema, di organo e di musica. È anche sede di un'importante Università, l'Universidad Michoacana de San Nicolás de Hidalgo, fondata già nel 1551 come Colegio de San Nicolás e che conta oggigiorno più di 45 000 studenti.

## Storia
Morelia fu fondata il 18 maggio 1541 per ordine di Antonio de Mendoza nella valle del Guayangareo come la Ciudad de Mechoacan (Città di Mechoacan). Il nome della città venne modificato in Valladolid nel 1545. Nel 1828, la città ottenne il suo nome attuale: Morelia, in onore di José María Morelos y Pavón, eroe dell'indipendenza messicana nato nella città.
La città ha un'importanza molto grande durante la guerra di indipendenza di Messico, e qui era José María Morelos y Pavón, Agustín de Iturbide e Josefa Ortiz de Domínguez. Miguel Hidalgo y Costilla, padre dell'indipendenza messicana ha vissuto a Valladolid per 30 anni.

## Amministrazione

### Gemellaggi
- Valladolid